# Hoppner Strait
Die Hoppner Strait ist ein schmaler Arm des Foxe Basin östlich des Lyon Inlet in der Region Qikiqtaaluk in Nunavut, Kanada. Sie liegt zwischen Winter Island und der Melville Peninsula.
Die Meerenge ist eine von mehreren Landformen, die zu Ehren des Royal Navy-Offiziers und Arktisforschers Henry Parkyns Hoppner benannt wurden, der die Region während der Ersten, Zweiten und Dritten Arktis-Expedition von William Edward Parry erkundete.